# Újkígyós
Újkígyós é uma cidade da Hungria, situada no condado de Békés. Tem 54,92 km² de área e sua população em 2019 foi estimada em 4.897 habitantes.